# Liga de Desenvolvimento Sub-13 da CBF
A Liga de Desenvolvimento Sub-13 é uma competição de futebol masculino organizada pela Confederação Brasileira de Futebol (CBF). Lançada em 2017, faz parte do programa "Evolución", promovido pela Confederação Sul-Americana de Futebol (CONMEBOL), atuando como fase classificatória para a Festa Evolução, o torneio internacional.
Desde sua edição inaugural, em 2017, a competição segue um formato misto, com fase de grupos seguida por duas etapas eliminatórias. O Palmeiras é o maior campeão até aqui, com três títulos conquistados ao longo de sua participação.

## História
A Liga de Desenvolvimento Sub-13 começou a ser disputada em 2017, estabelecendo-se como a fase nacional da Festa Evolução, uma iniciativa da CONMEBOL criada para promover o desenvolvimento do futebol na América do Sul. O Internacional se destacou ao conquistar os títulos das duas primeiras edições, derrotando nas finais as equipes do Palmeiras e do Nacional. O curto período de títulos do clube gaúcho foi interrompido em 2019, quando o Fluminense venceu a edição contra o Corinthians.
Em 2020, a quarta edição estava inicialmente prevista para começar no final de novembro. No entanto, em razão da pandemia de COVID-19, foi cancelada. O retorno ocorreu no ano seguinte, com o Palmeiras sendo coroado o novo campeão. No entanto, a competição foi novamente suspensa em 2022, voltando a ser retomada apenas em 2023. Naquela edição, o Flamengo foi campeão. No entanto, o Palmeiras se tornou o maior vencedor da competição ao conquistar os títulos de 2024 e 2025.

## Campeões

### Títulos por clube
| Pos  | Clube                | Títulos | Vices | 3.º lugar | 4.º lugar |
| ---- | -------------------- | ------- | ----- | --------- | --------- |
| 1.ª  | Palmeiras            | 3       | 2     | —         | —         |
| 2.ª  | Internacional        | 2       | —     | —         | —         |
| 3.ª  | Flamengo             | 1       | 2     | —         | —         |
| 4.ª  | Fluminense           | 1       | —     | 2         | —         |
| 5.ª  | Corinthians          | —       | 1     | —         | —         |
| 5.ª  | Nacional-SP          | —       | 1     | —         | —         |
| 5.ª  | Santos               | —       | 1     | —         | —         |
| 8.ª  | Grêmio               | —       | —     | 2         | 2         |
| 9.ª  | Atlético Mineiro     | —       | —     | 2         | 1         |
| 10.ª | Criciúma             | —       | —     | 1         | 1         |
| 11.ª | Athletico Paranaense | —       | —     | —         | 1         |
| 11.ª | Guarani              | —       | —     | —         | 1         |
| 11.ª | Seleção do Maranhão  | —       | —     | —         | 1         |

### Títulos por federação
| Pos | Clube             | Títulos | Vices | 3.º lugar | 4.º lugar |
| --- | ----------------- | ------- | ----- | --------- | --------- |
| 1.ª | São Paulo         | 3       | 5     | —         | 1         |
| 2.ª | Rio de Janeiro    | 2       | 2     | 2         | —         |
| 3.ª | Rio Grande do Sul | 2       | —     | 2         | 2         |
| 4.ª | Minas Gerais      | —       | —     | 2         | 1         |
| 5.ª | Santa Catarina    | —       | —     | 1         | 1         |
| 6.ª | Maranhão          | —       | —     | —         | 1         |
| 6.ª | Paraná            | —       | —     | —         | 1         |

### Títulos por região
| Pos | Clube    | Títulos | Vices | 3.º lugar | 4.º lugar |
| --- | -------- | ------- | ----- | --------- | --------- |
| 1.ª | Sudeste  | 5       | 7     | 4         | 2         |
| 2.ª | Sul      | 2       | —     | 3         | 4         |
| 3.ª | Nordeste | —       | —     | —         | 1         |

## Formato
Desde sua edição inaugural, em 2017, a Liga de Desenvolvimento Sub-13 é disputada por oito clubes, distribuídos em dois grupos. Após três rodadas, os dois primeiros colocados de cada grupo avançam às semifinais. Nas fases eliminatórias, os classificados se enfrentam em partidas únicas, que definem não apenas o campeão e o vice, mas também o terceiro e o quarto colocados. Em 2025, uma mudança foi implementada para aumentar o número de jogos, garantindo que todos os clubes disputem cinco partidas ao longo da competição, independentemente da classificação na primeira fase. Para viabilizar isso, foi criada a Série Prata, destinada aos times que terminassem em terceiro e quarto lugar em seus respectivos grupos.